# Brachychiton multicaulis
Brachychiton multicaulis är en malvaväxtart som beskrevs av G.P. Guymer. Brachychiton multicaulis ingår i släktet Brachychiton och familjen malvaväxter. Inga underarter finns listade i Catalogue of Life.